# Мухаммад Шариф ибн Мухаммад Наки
Мухаммад Шариф б. Мухаммад Наки (узб. Мухаммад Шариф б. Мухаммад Наки) (XVIII-XIX вв.) — историк эпохи Бухарского эмирата.

## Биография
Бухарский историк Мухаммад Шариф б. Мухаммад Наки родился в середине XVIII века в Бухаре. 
Начальное образование Мухаммад Шариф получил в Бухаре. 
Он  служил при бухарских правителях Даниял аталыке, Шахмураде и Хайдаре. Его главное сочинение «Тадж ат-таварих», написано в 1800 году по приказу эмира Хайдара. В произведении описывается политическая история Бухарского ханства и эмирата XVIII-XIX вв. 

## Смерть
Мухаммад Шариф б. Мухаммад Наки умер в первой половине XIX века.